# Batalha de Apameia
A batalha de Apameia foi travada em 19 de julho de 998 entre as forças do Império Bizantino e as do Califado Fatímida. A batalha foi parte de uma série de confrontos militares entre os dois poderes sobre o controle do norte da Síria e o hamadânida Emirado de Alepo. O comandante regional bizantino, Damião Dalasseno, estava sitiando Apameia, até a chegada do exército de alívio fatímida de Damasco, sob Jaixe ibne Sansama.
Na batalha subsequente, os bizantinos foram de início vitoriosos, mas um cavaleiro curso matou Dalasseno, causando pânico no exército. Os bizantinos em fuga foram perseguidos e muitos perdendo a vida nas mãos das tropas fatímidas. Essa derrota forçou o imperador Basílio II (r. 976–1025) a fazer campanha pessoalmente na região no ano seguinte, tendo ela sido seguida, em 1001, pela conclusão de uma trégua de dez anos entre os dois Estados.

## Antecedentes
Em setembro de 994, Miguel Burtzes, o governador militar bizantino (duque) de Antioquia e norte da Síria, sofreu uma pesada derrota na batalha do Orontes nas mãos do general fatímida Manjutaquim. Essa vitória fatímida abalou a posição bizantina na Síria, e mostrou-se grande ameaça a seu vassalo árabe, o Emirado de Alepo hamadânida. Para evitar sua queda, o imperador Basílio II (r. 976–1025) interveio em pessoa na região em 995, forçando Manjutaquim a retirar-se para Damasco. Após capturar Xaizar, Emesa e Rafaneia, e construir a nova fortaleza de Antarado, o imperador retirou-se, deixando Damião Dalasseno como novo duque de Antioquia.
Dalasseno manteve postura agressiva. Em 996, suas forças invadiram os arredores de Trípoli e Arca, enquanto Manjutaquim, sem-sucesso, liderou cerco a Alepo e Antarado, mas foi forçado a retirar-se quando Dalasseno chegou com seu exército para aliviar a fortaleza. No ano seguinte, Dalasseno repetiu seus raides contra Trípoli, Rafaneia, Uje e Alacba, tomando a última. Ao mesmo tempo, os habitantes de Tiro, sob a liderança de um marinheiro chamado Alaca, revoltaram-se contra os fatímidas e solicitaram auxílio bizantino; mais ao sul, na Palestina, o líder beduíno Mufarrije ibne Daguefal ibne Aljarrá atacou Ramla.

## Cerco de Apameia e expedição fatímida
No início do verão de 998, ao saber que um incêndio catastrófico ocorrido em Apameia destruiu boa parte de suas provisões, Dalasseno marchou à cidade. Os alepinos também almejavam tomar Apameia e chegaram lá primeiro, mas retiraram-se com a aproximação de Dalasseno, que não poderia permitir um vassalo crescer tanto em poder e pretendeu capturar a cidade para o imperador. Embora ostensivamente aliados com os bizantinos, os alepinos deixaram as provisões que trouxeram consigo para serem coletadas pelos apameus, ajudando-os em sua resistência. Os eventos subsequentes são apresentados por vários autores, incluindo a breve narrativa de João Escilitzes e os relatos mais extensos do árabe cristão Iáia de Antioquia e o armênio Estêvão de Taraunitis. Relatos árabes também sobreviveram, todos aparentemente criados com base no trabalho do historiador do século XI Hilal Alçabi; a versão mais detalhada é preservada por ibne Alcalanici.
O governador de Apameia, Almalaiti, solicitou apoio fatímida. Segundo ibne Alcalanici, o regente eunuco Barjauã convocou Jaixe ibne Sansama para comandar o exército de alívio, nomeando-o governador de Damasco e dando-lhe 10 mil homens. Antes de confrontar os invadidos, os fatímidas lidaram com a revolta de Tiro e a rebelião de ibne Aljarrá. Os bizantinos tentaram ajudar os tírios ao enviarem uma frota, mas foi derrotada pelos fatímidas, e a cidade capturada em junho de 998. A revolta de ibne Aljarrá também foi suprimida, e Jaixe retornou para Damasco, onde permaneceu por três dias para agrupar suas forças ao alívio de Apameia. Lá, foi acompanhado por tropas e voluntários de Trípoli, agrupando uma força de 10 mil homens e mil cavaleiros beduínos dos quilabitas. Segundo Escilitzes, o exército fatímida compreendia forças de Trípoli, Beirute, Tiro e Damasco. No ínterim, Dalasseno estava prosseguindo no cerco, gerando fome entre os apameus, que foram forçados a comer cadáveres e cachorros, que compraram pelo preço de 25 dirrãs de prata (segundo Abul Faraje, 2 dinares de ouro) um pedaço.

## Batalha

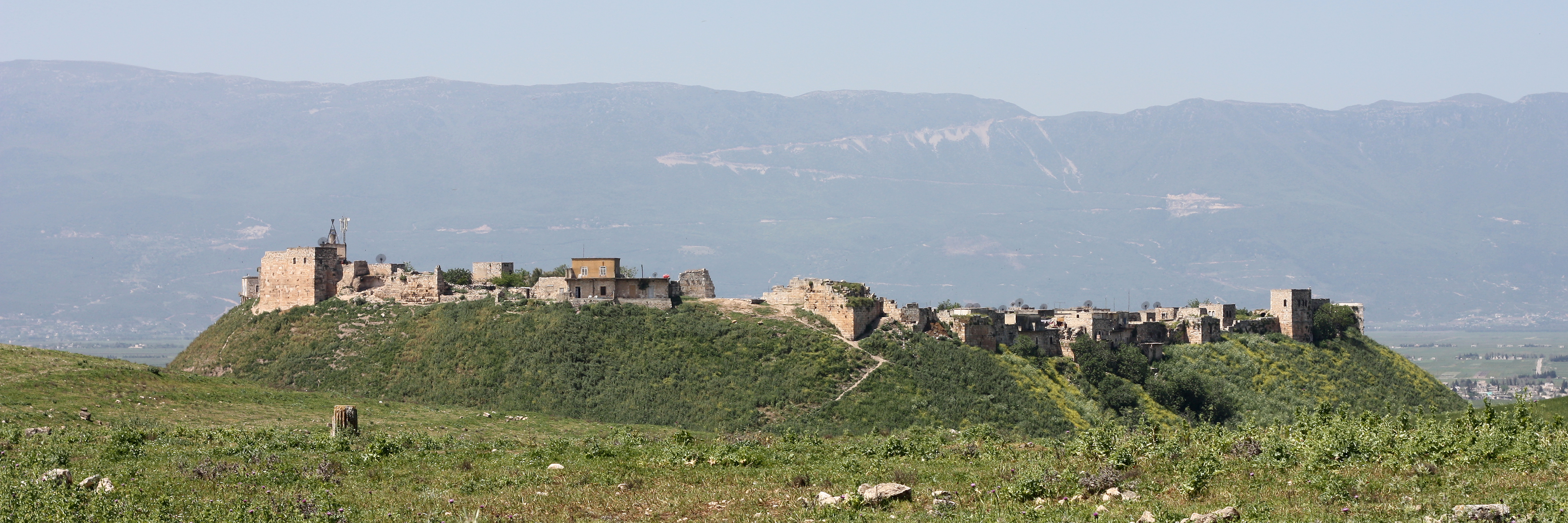
Castelo de Almadique

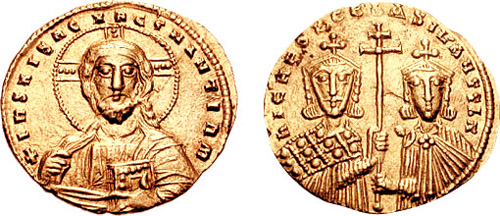
Histameno de r. e r.

Os dois exércitos encontraram-se na grande planície de Almudique (cf. Castelo de Almadique), cercada por montanhas e localizada próximo ao lago de Apameia, em 19 de julho de 998. Segundo ibne Alcalanici, a ala esquerda do exército fatímida estava sob comando do governador de Trípoli Maiçor, o Eslavo; o centro, onde a infantaria dailamita e a carro de bagagem do exército estavam, sob o comando de Badre Alatar; e a ala direita sob comando de Jaixe ibne Sansama e Uaide Alhilali. De acordo com todos os relatos, os bizantinos atacaram primeiro e conduziram-o à fuga, matando cerca de dois mil e capturando seu carro. Apenas 500 gulans sob o iquíxida Bixara mantiveram-se firme contra o assalto, enquanto os quilabitas simplesmente abandonaram a luta e começaram a saquear o campo de batalha. Neste ponto, um cavaleiro curdo, chamado Abul Hajar Amade ibne Daaque Salil por Ali ibne Alatir e ibne Alcalanici e Bar Quefa pelas fontes bizantinas e Abu Alfaraje, cavalgou a Dalasseno, que estava próximo a seu estandarte de batalha no topo de uma colina com dois de seus filhos e 10 homens de seu séquito. Acreditando que a batalha fora vencida e que o curdo queria render-se, Dalasseno não tomou precauções. Quando aproximou-se do general, subitamente atacou. Dalasseno ergueu seu braço para proteger-se, mas o curdo lançou sua lança nele. O general não usava couraça, e o golpe matou-o.
A morte de Dalasseno mudou o rumo da batalha: os fatímidas tomaram coragem e, gritando "o inimigo de Deus está morto!", viraram-se contra os bizantinos, que entraram em pânico e fugiram. A guarnição de Apameia também atacou, completando o desastre. As fontes deram vários números para as baixas bizantinas: Almacrizi menciona cinco mil, Iáia de Antioquia Seis mil, e ibne Alcalanici tanto quanto 10 mil. Muitos dos sobreviventes bizantinos (dois mil segundo ibne Alcalanici) foram feitos prisioneiros pelos fatímidas. Eles incluíam vários oficiais seniores, como o famoso patrício georgiano Tchortovanel, um sobrinho de João Tornício, bem como os dois filhos de Dalasseno, Constantino e Teofilacto, que foram vendidos para Jaixe ibne Sansama por seis mil dinares e permaneceram por 10 anos como cativos no Cairo. Estêvão de Taraunitis dá relato ligeiramente diferente da batalha, no qual os bizantinos vitoriosos foram surpreendidos por um ataque pelos fatímidas reagrupados em seu campo e que um dos irmãos de Dalasseno e um de seus filhos foi morto, bem como o próprio general. Essa versão é comumente rejeitada pelos autores modernos.

## Rescaldo

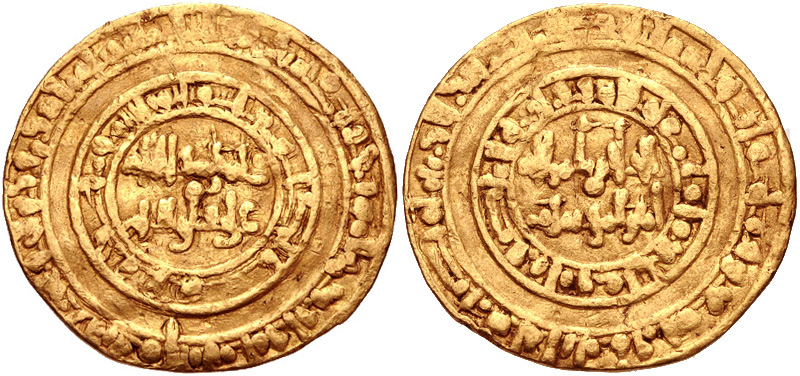
Dinar de Aláqueme r.

A derrota de Dalasseno forçou Basílio a liderar pessoalmente outra campanha na Síria em 999. Chegando em meados de setembro, o exército enterrou seus caídos no campo de Apameia e então capturaram Xaizar, saquearam Marsias e Rafaneia, incendiaram Arca, e invadiram os arredores de Heliópolis, Beirute, Trípoli e Biblos. Em meados de dezembro, Basílio retornou a Antioquia, onde instalou Nicéforo Urano como duque, embora, segundo sua alto-descrição, Nicéforo seja descrito como "governante do Oriente", com seu papel provavelmente tendo sido mais extensivo, com plenipotenciário militar e autoridade civil sobre a fronteira oriental inteira. Em 1001, Basílio concluiu uma trégua de 10 anos com o califa Aláqueme (r. 996–1021).